# Zjanaozen
Zjanaozen (Kazachs: Жаңаөзен Қ.Ә., Zhangaözen; Russisch: Жанаозен Г.А., Žanaozen) is een - met district gelijkgestelde - stad in de zuidwestelijke Kazachse oblast Mañğıstaw. In 2011 had de stad 96.000 inwoners, begin 2015 waren het er 136.000, voor 97 % Kazachen.

## Geografie
De stad ligt op het schiereiland Mangghystaū tubegi (Маңғыстау түбегі) en heeft een economie die grotendeels is gebaseerd op de winning van aardolie en aardgas.

## Geschiedenis
Zjanaozen, wat in het Kazachs "nieuwe rivier" betekent, werd in 1968 gesticht onder de Russische naam Новый Узень (Novy Uzen). De stad kreeg haar huidige naam in 1992 na het uiteenvallen van de Sovjet-Unie.
In juni 1989 was Zjanaozen het toneel van etnische onlusten, die wortelden in de economische crisis waarin de Sovjet-Unie toendertijd verkeerde en de toegenomen werkloosheid waarmee deze gepaard ging. De rellen, waarbij enkele doden vielen, leidden ertoe dat ongeveer 700 inwoners uit Armenië, Azerbeidzjan en Georgië werden geëvacueerd.
Zjanaozen kwam in december 2011 in het nieuws, toen de overheid hardhandig ingreep tegen stakende werknemers in de olieindustrie, die al ruim een half jaar het centrale plein van de stad bezetten uit protest tegen hun lage salaris. Hierbij vielen zeker tien doden. Uit woede hierover werden enkele regeringsgebouwen, een hotel en een kantoor van de staatsoliemaatschappij door demonstranten in brand gestoken. Naar aanleiding hiervan werden voor de stad de noodtoestand en een uitgaansverbod afgekondigd.